# Grubenkarspitze (Ötztaler Alpen)
De Grubenkarspitze is een 3000 meter hoge bergtop in de Kaunergrat in de Ötztaler Alpen in de gemeente Sankt Leonhard im Pitztal in de Oostenrijkse deelstaat Tirol.
De bergtop is het hoogste punt van de Grubengrat, die vanaf de Rifflsee in zuidwestelijke richting tot bij de Wurmtaler Kopf reikt. De tocht over de oostelijke graat naar de top van de Grubenkarspitze, die wordt gemarkeerd door een steenmannetje, kent een UIAA-moeilijkheidsgraad I.
De Grubenkarspitze in de Kaunergrat moet niet verward worden met de lagere Grubenkarspitze in het Karwendelgebergte.